# Mégaduc

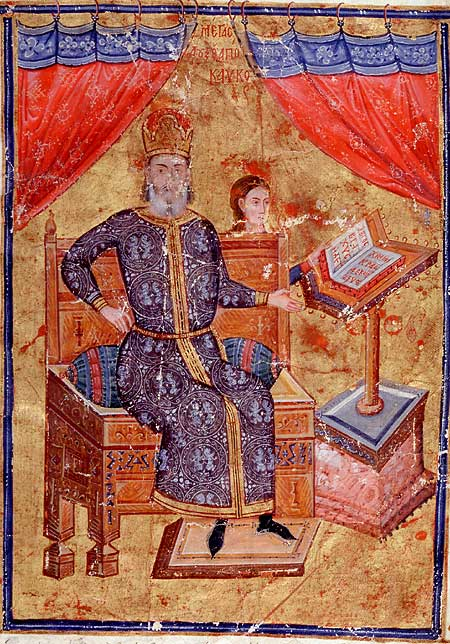
Le mégaduc Alexis Apokaukos (années 1340), BnF.

Le mégaduc (en grec μέγας δούξ, soit « grand duc ») est un des postes les plus élevés de la hiérarchie byzantine de la fin de l'Empire byzantin. 

## Histoire
Le titre est créé par Alexis Ier Comnène (1081 – 1118) qui réforme la marine byzantine en désagrégation et amalgame les navires subsistants avec les différentes escadres provinciales pour créer une force unifiée dirigée par le mégaduc. Le beau-frère de l’empereur, Jean Doukas, est habituellement considéré comme le premier à occuper ce poste en 1092, quand il doit éliminer la menace représentée par l’émir turc Tzachas. Cependant, un document de décembre 1085 présente la signature du moine Niketas. Le poste de duc de la flotte avec des responsabilités similaires constitue peut-être l’origine du poste de mégaduc. Ce poste est occupé par Manuel Boutoumitès vers 1086 puis par Constantin Dalassène vers 1090,. 
Le premier mégaduc, Jean Doukas, dirige des campagnes terrestres et maritimes et permet le rétablissement de la souveraineté byzantine sur la mer Égée, la Crète et Chypre dans les années 1092-1093, ainsi que sur l’Anatolie occidentale en 1097,,. À cette époque, le mégaduc dirige aussi les provinces de l'Hellas, du Péloponnèse et de la Crète qui fournissent le gros des ressources et des effectifs de la flotte. Néanmoins, le mégaduc occupe un des postes les plus importants de l’empire et de ce fait est particulièrement impliqué dans les affaires gouvernementales au travers de différentes campagnes militaires. De fait, les différentes provinces qu’il a à sa charge sont dirigées de facto par le préteur local ainsi que d’autres dirigeants locaux. Au cours du XIIe siècle, la fonction est dominée par la famille Kontostéphanos : Andronic Kontostéphanos, par exemple, appartient au cercle des proches conseillers militaires de Manuel Ier Comnène (1143-1180), qui lui permet de remporter de nombreuses victoires terrestres et navales.
Avec la disparition de fait de la marine byzantine à la suite de la quatrième croisade, le titre de mégaduc devient plus honorifique dans l’Empire de Nicée. Ainsi, le Mégaduc Michel Paléologue exerce la régence au nom de Jean IV Lascaris. Le titre est aussi utilisé par l’Empire latin de Constantinople. En 1207, l’empereur latin octroie l’île de Lemnos et le titre héréditaire de mégaduc au Vénitien Filocalo Navigajoso. 
Après la reconquête de Constantinople en 1261, le mégaduc devient de nouveau le chef de la marine byzantine et  son titulaire occupe le 6e rang  dans la hiérarchie aulique byzantine, entre celui de protovestiaire et celui de protostrataire,. Il est parfois conféré à des étrangers au service de l’empire, le plus connu d’entre eux étant l’Italien Licario qui reprend de nombreuses îles de la mer Égée pour le compte de l’empereur Michel VIII ; Roger de Flor, le chef de la compagnie catalane, occupe aussi ce poste au début du XIVe siècle. À partir du milieu du XIVe siècle, le poste est parfois conféré en même temps que celui de mesazon (le chef du secrétariat impérial). Alexis Apokaukos est de ceux-là et fait partie des membres du gouvernement impérial lors de la guerre civile de 1341-1347 comme soutien de Jean V Paléologue contre Jean VI Cantacuzène (1347 – 1354). Le dernier et peut-être le plus connu des mégaducs et mésazons est Lucas Notaras, proche de Constantin XI Paléologue.

## Liste des détenteurs

### Empire byzantin
| Nom                          | Mandat                            | Nommé par                                          | Notes | Refs   |
| ---------------------------- | --------------------------------- | -------------------------------------------------- | --- | ------ |
| Jean Doukas                  | 1092                              | Alexis Ier Comnène                                 | Beau-frère de l'empereur | [ 11 ] |
| Landulf                      | 1099-1105                         | Alexis Ier Comnène                                 | Amiral d'origine occidentale | ,      |
| Isaac Kontostéphanos         | 1105-1108                         | Alexis Ier Comnène                                 | Congédié pour son incompétence | ,      |
| Marianos Maurokatakalon      | 1108                              | Alexis Ier Comnène                                 | | ,      |
| Eumathios Philokalès         | Après 1112-après 1118             | Alexis Ier Comnène                                 | Ancien gouverneur de Chypre | ,      |
| Constantin Opos              | Inconnu                           | Alexis Ier Comnène                                 | Général actif contre les Seldjoukides | [ 18 ] |
| Léon Nikéritès               | Inconnu                           | Alexis Ier Comnène                                 | Eunuque, ancien gouverneur en Bulgarie et dans le Péloponnèse | [ 18 ] |
| Nicéphore Vatatzès           | Inconnu                           | Alexis Ier Comnène ?                               | Connu seulement par un sceau le mentionnant comme mégaduc | [ 18 ] |
| Étienne Kontostéphanos       | 1145-1149                         | Manuel Ier Comnène                                 | Beau-frère de l'empereur, il meurt en fonctions en 1149 | [ 19 ] |
| Alexis Comnène               | Vers 1155 - après 1161            | Manuel Ier Comnène                                 | Fils d'Anne Comnène et de Nicéphore Bryenne | [ 18 ] |
| Andronic Kontostéphanos      | Après 1161 - 1182                 | Manuel Ier Comnène                                 | Général le plus prestigieux et le plus proche de l'empereur Manuel, il est aveuglé par Andronic Ier Comnène                                                                                                   | [ 20 ] |
| Jean Comnène                 | Inconnu                           | Manuel Ier Comnène                                 | Fils du sébastocrator Andronic Comnène, il meurt lors de la bataille de Myrioképhalon en 1176 |        |
| Constantin Ange Doukas       | Inconnu                           | Isaac II Ange                                      | Il tente sans succès de se révolter contre l'empereur | [ 21 ] |
| Michel Stryphnos             | Vers 1195 - 1201/1202             | Alexis III Ange                                    | Proche de l'empereur, il aurait vendu une partie de l'équipement de la flotte pour s'enrichir | [ 22 ] |
| Théodote Phocas              | Vers 1210                         | Théodore Ier Lascaris                              | Oncle de l'empereur, il n'est connu que par un acte de propriété monastique daté entre 1206 et 1212 | [ 23 ] |
| Jean Gabalas                 | Vers 1240                         | Jean III Doukas Vatatzès                           | | [ 24 ] |
| Michel Paléologue            | 1258                              | Jean IV Lascaris                                   | Futur empereur sous le nom de Michel VIII et régent de Jean IV | [ 23 ] |
| Michel Lascaris              | 1259 - vers 1269/1272             | Michel VIII Paléologue                             | Du fait de son grand âge, cette fonction est purement honorifique et il n'exerce aucun commandement effectif                                                                                                  | [ 25 ] |
| Alexis Doukas Philanthropène | 1272/1273 à 1274/1275             | Michel VIII Paléologue                             | Précédemment protostrator, il avait déjà le commandement effectif de la flotte et le conserve jusqu'à sa mort                                                                                                 |        |
| Licario                      | 1275/1277 - ?                     | Michel VIII Paléologue                             | Mercenaire italien, il se met au service de l'Empire et reconquiert brièvement plusieurs îles de la mer Égée                                                                                                  |        |
| Jean de lo Cavo              | Après 1278                        | Michel VIII Paléologue                             | Mercenaire génois, il rentre au service de l'Empire. Il est aussi seigneur d'Anafi et de Rhodes |        |
| Roger de Flor                | 1303-1304                         | Andronic II Paléologue                             | Chef de la compagnie catalane qui se met au service de l'Empire, il obtient la fonction de mégaduc avant de la quitter pour son lieutenant.                                                                   |        |
| Berenguer d'Entença          | 1304-1305                         | Andronic II Paléologue                             | Lieutenant de Roger de Flor, il lui succède comme mégaduc avant d'entrer en désaccord avec l'empereur |        |
| Fernand Ximenes de Arenos    | 1307/1308-inconnu                 | Andronic II Paléologue                             | Il fait partie de la compagnie catalane et est nommé mégaduc quand il la quitte pour rallier l'Empire byzantin                                                                                                |        |
| Syrgiannès Paléologue        | Années 1320                       | Andronic II Paléologue                             | Il fait partie des plus proches partisans d'Andronic III Paléologue quand il se révolte contre son père avant de rallier ce dernier et d'être nommé mégaduc puis d'être emprisonné pour une nouvelle trahison |        |
| Isaac Paléologue Asanès      | Jusqu'en 1341                     | Andronic III Paléologue                            | Promu au rang de panhypersébaste, il est remplacé comme mégaduc par Alexis Apokaukos |        |
| Alexis Apokaukos             | 1341-1345                         | Andronic III Paléologue et Jean V Paléologue       | Proche de Jean VI Cantacuzène, il fait défection et rejoint la régence de Jean V. Il est l'un des principaux acteurs de la guerre civile byzantine (1341-1347) jusqu'à sa mort en 1345                        |        |
| Asomatianos Tzamplakon       | 1348-1349                         | Jean VI Cantacuzène                                | Il dirige la flotte byzantine lors de la guerre byzantino-génoise de 1348-1349 | [ 26 ] |
| (Paul ?) Mamonas             | Après 1393/1394 - Avant 1416/1417 | Manuel II Paléologue                               | Appartenant à la famille des Mamonas qui dirige la ville de Monemvasie, il est mentionné comme gouverneur de celle-ci entre 1384 et 1416/1417                                                                 |        |
| Manuel                       | Avant 1410                        | Manuel II Paléologue                               | Mentionné seulement dans une chronique anonyme comme mourant d'une épidémie en 1409/1410 |        |
| (Manuel ?) Phrangopoulos     | Vers 1429                         | Théodore II Paléologue                             | Il devient mégaduc du despotat de Morée en 1429 après avoir gravité autour des cercles du pouvoir depuis la fin du XIVe siècle                                                                                |        |
| Paraspondélos                | Vers 1436                         | Jean VIII Paléologue                               | Seulement connu comme le beau-frère de Démétrios Paléologue |        |
| Lucas Notaras                | Vers 1441 - 1453                  | Jean VIII Paléologue puis Constantin XI Paléologue | Dernier mégaduc de l'Empire byzantin, il est l'un des principaux dignitaires byzantins au moment de la chute de Constantinople, occupant aussi la fonction de mésazon                                         |        |

### Empire de Trébizonde
| Nom                 | Mandat              | Nommé par                                                              | Notes | Refs |
| ------------------- | ------------------- | ---------------------------------------------------------------------- | --- | ---- |
| Lékès Tzatzintzaios | Avant 1332          | ?                                                                      | Exécuté par Basile Ier de Trébizonde à son arrivée au pouvoir |      |
| Jean l'Eunuque      | 1332-1344           | Basile Ier de Trébizonde, Irène Paléologue (impératrice de Trébizonde) | Participant actif à la guerre civile de Trébizonde, dans le camp d'Irène Paléologue |      |
| Nicétas Scholarios  | 1344-1345 1349-1361 | Jean III de Trébizonde Michel de Trébizonde Alexis III de Trébizonde   | Participant à la guerre civile de Trébizonde dans le camp de Jean III, il est emprisonné en 1345 par Michel de Trébizonde puis libéré par le même empereur en 1349. Il reste en poste jusqu'à sa mort, probablement en 1361 |      |
| Jean Kabazitès      | 1435-1349           | Michel de Trébizonde                                                   | Fait partie des opposants à Irène dans la guerre civile, il meurt en combattant les Génois à Caffa |      |
| Scholaris           | Vers 1395           | ?                                                                      | |      |